# Коваль Максим Олександрович (25 ОПДБр)
Макси́м Олекса́ндрович Ко́валь (нар. 4 серпня 1987, м. Учкудук, Узбецька РСР — 19 червня 2014, смт Ямпіль, Лиманський район, Донецька область, Україна) — український військовик, десантник, миротворець, старший сержант Збройних сил України. Загинув під час російсько-української війни.

## Життєпис
Народився 1987 року в узбецькому місті Учкудук. 1997 переїхав з батьками до України: спочатку в Донецьк, де закінчив 5-й клас, а 1998 — до Чернігова. Навчався в загальноосвітній школі № 6, а з 1999 по 2003 — в ЗОШ № 35. Закінчив професійно-технічне училище № 18 (тепер — Чернігівський професійний будівельний ліцей).
Після проходження строкової військової служби якийсь час працював за спеціальністю. Згодом втілив у життя свою мрію стати професійним військовим-десантником — вступив на контрактну службу до 25-ї десантної бригади. У 2008—2009 брав участь у миротворчій місії в Косові. 2009 вступив до Київського військового інституту на заочну форму навчання. У 2012 році брав участь в міжнародному конкурсі військово-професійної майстерності «Універсальний солдат», у якому посів третє місце.
Старший сержант, головний сержант батареї артилерійської групи 25-ї окремої Дніпропетровської повітрянодесантної бригади ВДВ, військова частина А1126, смт Гвардійське.
В березні 2014 у складі зведеного підрозділу був направлений до міста Бахмут (на той час — Артемівськ) для охорони стратегічних об'єктів, — там був розташований парк бронетехніки і склади зі зброєю. Потім були бої в районі Слов'янська та Лиману (на той час — Красний Лиман).

### Обставини загибелі
19 червня о 4:00 почалась військова операція, метою якої було висування в глибину території, знищення укріплень бойовиків в районі смт Ямпіль та звільнення населених пунктів. З Красного Лиману вирушили підрозділи десантників, яким було поставлене завдання взяти штурмом укріплений блокпост «Марс» російсько-терористичних угруповань, провести «зачистку» в передмісті Ямполя, захопити та утримувати ключові точки, зокрема міст через Сіверський Донець. На світанку сили зведеного штурмового загону десантників вийшли виконувати завдання за підтримки артилерії. Перший штурм був невдалим, — десантники потрапили у засідку. Терористи пропустили дві машини колони і підірвали на керованому фугасі третю — машину управління «Реостат». В результаті вибуху командир батареї Роман Прищепа дістав поранення у шию, механіку-водію Антону Воленку відірвало руку, старший сержант Максим Коваль дістав осколкові поранення, інші — контузії. Першим на допомогу прийшов бойовий товариш  Сергій Калитюк, зробив укол, покликав медика. Під час наступного обстрілу Максим загинув від кулі снайпера у голову, разом із санінструктором Андрієм Литвиненком, Колитюк дістав кілька кульових поранень. У підбитому з гранатомету КамАЗі зенітників загинув начштабу дивізіону Андрій Клочко і ще один десантник. Було втрачено дві БМД-1. Після півторагодинного бою довелось відступити. На допомогу вилетіла пара Су-25. Перегрупувавшись, поповнивши боєкомплект, десантники знову пішли на штурм. Спільними зусиллями, блокпост був взятий. У бою загинули шість бійців 25-ї бригади: капітан Андрій Клочко, старший прапорщик Юрій Голополосов, прапорщик Микола Люшенко, старший сержант Максим Коваль, молодший сержант Віталій Мосьпан і солдат медроти Андрій Литвиненко, а також двоє десантників 95-ї бригади капітан Олексій Крементар і старший солдат Олексій Шевченко.
Звільнення населених пунктів Лиманського району (на той час — Краснолиманський район) і взяття під контроль мосту дозволило перекрити останній шлях постачання зброї та боєприпасів до угруповання російського терориста Гіркіна («Стрєлка») у Слов'янськ.
На прохання сестри, яка на той час проживала з батьком у Донецьку, Максим Коваль був похований у місті Донецьк. Пізніше родина переїхала до Чернігова.

## Нагороди
15 липня 2014 року — за особисту мужність і героїзм, виявлені у захисті державного суверенітету та територіальної цілісності України, відзначений — нагороджений орденом «За мужність» III ступеня (посмертно).

## Вшанування пам'яті
19 червня 2015 року у Чернігові на будівлі ЗОШ І-ІІІ ступенів № 35 відкрито меморіальну дошку на честь випускника школи Максима Коваля.
13 жовтня 2015 на фасаді Чернігівського професійного будівельного ліцею встановлено меморіальну дошку з іменами шістьох випускників, які загинули за Україну, серед них і Максим Коваль.
19 червня 2016 на перехресті доріг смт Ямпіль — с. Озерне (колишня Іллічівка) — с. Закітне відкрито пам'ятний знак загиблим українським воїнам — визволителям населених пунктів Лиманщини від російсько-терористичних збройних формувань. Серед них імена шістьох полеглих десантників 25-ї бригади.